# 茜部真弓
茜部 真弓（あかなべ まゆみ、1975年7月25日 - ）は、日本の女優。

## 来歴
2025年3月31日、同日付でオフィスPACが事業停止したことに伴い、翌4月1日付でプロダクション・エコーに移籍。

## 人物
特技・趣味はジャズダンス、声楽、英会話、美術鑑賞、散歩。

## 出演作品

### 舞台
- はだしのゲン
- ファーブルの昆虫記
- 慶応某年ちぎれ雲
- ピーターパンとウェンディ（ピーターパン）
- 真・晴明伝説★陰陽師
- 道遠からん
- 10人の導火線
- 灰から灰へ
- わが町
- 夏の砂の上
- アリーテ
- 新・ワーグナー家の女
- 血は立ったまま眠っている
- ララバイ
- グローバル・ベイビー・ファクトリー[4]

### テレビ
- 仔犬のワルツ

### 吹き替え

#### 映画
- リアル・スティール
- ダウントン・アビー/新たなる時代へ（ロザムンド〈サマンサ・ボンド〉[5]）

#### ドラマ
- ダウントン・アビー（ロザムンド・ペインズウィック〈サマンサ・ボンド〉[6]）
- ザ・ミドル 中流家族のフツーの幸せ
- グッド・ワイフ

#### アニメ
- カーズ・オン・ザ・ロード（女王車(チーフテス)）
- ガーディアンズ 伝説の勇者たち
- ジョン・ヘンリー（ポリー（台詞））
- ちいさなプリンセス ソフィア（バイオレット）